# Rhabdoblatta bicolor
Rhabdoblatta bicolor es una especie de cucaracha del género Rhabdoblatta, familia Blaberidae, orden Blattodea. Fue descrita científicamente por Guo, Liu & Li en 2011.

## Descripción
Mide 19,0–22,5 milímetros de longitud.

## Distribución
Se distribuye por China (Chongqing, Guizhou, Zhejiang, Anhui, Guangxi).